# Tillandsia orogenes
Tillandsia orogenes är en gräsväxtart som beskrevs av Paul Carpenter Standley och Louis Otho Otto Williams. Tillandsia orogenes ingår i släktet Tillandsia och familjen Bromeliaceae. Inga underarter finns listade i Catalogue of Life.